# Chris Norman
Chris Norman, cuyo nombre real es Christopher Ward Norman (Redcar, North Yorkshire, 25 de octubre de 1950) es un cantante de soft rock inglés. Ha realizado 10 trabajos con el grupo inglés de estilo glam rock Smokie, del cual fue miembro fundador, y más de 20 de solista.

## Carrera profesional
A pesar de que sus padres no pretendieron que comenzase una carrera musical, cuando tan solo tenía tres años, dio al salto al escenario y se unió a la formación del show en que trabajaban sus padres. Este hecho pudo haber tenido un efecto en él, puesto que con siete años tuvo su primera guitarra.
Sus primeras influencias musicales fueron tales como Elvis Presley, Little Richard y Lonnie Donegan.
Durante su infancia, los padres de Norman se desplazaron a menudo por el país haciendo que viviese en varias ciudades inglesas tales como Redcar, Luton, Kimpton y Nottingham y se viese obligado a cambiar hasta nueve veces de escuela.
En 1962, sin embargo, su familia se estableció en Bradford, ciudad natal de su madre. Aún sin haber cumplido los doce años, Norman comenzó a ir a la escuela St. Bede's Grammar School, lugar en que conoció a Alan Silson y Terry Uttley, quienes serían años más tarde miembros de la banda musical Smokie.
En su adolescencia estuvo influenciado por bandas pertenecientes a un emergente estilo musical, el beat, tales como The Beatles y los Rolling Stones, y por el cantante de folk Bob Dylan. Norman y Silson comenzaron a quedar y pasaban casi todo su tiempo libre aprendiendo a tocar nuevas canciones con sus guitarras. Consiguieron persuadir a Uttley junto a un amigo batería llamado Ron Kelly para que se uniesen a ellos para formar su primera banda de música. Yen, Essence y Long Side Down fueron algunos de los nombres utilizados en sus primeros años antes de establecerse como “The Elizabethans”.
En 1968 “The Elizabethans” fueron consolidándose gracias a pasar una temporada en el campamento de verano Butlins en Skegness. Otro cambio de nombre para la banda de Norman era inevitable, mas durante los siguientes siete años, él y su banda adquirieron mucha experiencia en diferentes tours por todo el país. Interpretaron varias canciones en vivo en algunas emisoras de radio, incluyendo Radio 1 Roadshows. Además, obtuvieron un contrato con RCA, y más tarde con Decca Records, lanzando tres singles bajo su nuevo nombre “Kindness”. Los lugares en donde tocaron y el estilo musical fueron variopintos, siendo este último fruto de mezcla de estilos de grupos de aquella época como Small Faces y Free entre otros. Cabe destacar que siguieron teniendo como referente a The Beatles.
En 1973 Ron Kelly abandonó el grupo a la vez que contactaron con un viejo amigo, Pete Spencer, para ocupar la vacante de batería, con lo que el grupo se estableció como Smokey, pasando a ser poco tiempo después, Smokie debido a que el cantante de soul y R&B Smokey Robinson amenazó con demandarlos alegando que el nombre de la banda podría confundir a la audiencia.
En aquel mismo año el grupo contrató a su nuevo mánager Bill Hurley. Hurley hizo que el grupo terminase el contrato que mantenía con Decca Records, pasando a ser su nueva compañía discográfica RAK de Mickie Most, y cuyos compositores eran Nicky Chinn y Mike Chapman.
Ya en 1974 habían desarrollado su propio estilo mostrando un estrecho coro a tres voces y la distintiva voz de Norman. Su primer álbum como Smokie fue Pass it Around, lanzado en 1975.
En verano de ese mismo año tuvieron su primer gran éxito com "If You Think You Know How To Love Me". Éste fue tan solo el inicio de un total de catorce grandes éxitos que hicieron que Smokie se lanzase a la fama. Entre ellos cabe hacer notar Living Next Door To Alice, I’ll Meet You At Midnight, Lay Back In The Arms Of Someone y el dueto de Chris Norman y Suzi Quatro, «Stumblin' In», el cual hizo que Norman saborease su primer éxito fuera del grupo. 
La popularidad del grupo creció de forma exponencial con cada éxito. Sin embargo, eran múltiples y continuos los conciertos a los que debían de atender. Tal presión hizo que Norman, a principios de los 1980s, decidiese pasar más tiempo componiendo en el estudio. Este hecho junto a salida de Mike Chapman y el catastrófico álbum lanzado en 1982 Strangers In Paradise con sello EMI/BMG propiciaron una escisión paulatina del grupo. Poco tiempo más tarde Smokie lanzó su último álbum, Midnight Delight, con Norman como miembro. De forma paralela, Norman ya estaba trabajando en su debut como solista con el álbum Rock Away Your Teardrops. Ninguno de los dos fue un éxito como se hubiese deseado.
Mientras la banda pasaba por una época con ciertos altibajos, Norman siguió trabajando de forma individual junto a Pete Spencer, concentrándose en canciones para otros artistas incluyendo Kevin Keegan y la Selección de fútbol de Inglaterra. También trabajó con Agnetha Fältskog del mítico grupo ABBA en un álbum como solista; Donovan y The Heavy Metal Kids.
En 1985 Smokie decidió tocar en un show con fines benéficos en favor de las 56 víctimas del incendio del estadio de Bradford F.C.; el show fue exitoso haciendo que el grupo volviese a consolidarse y realizaran tours por Alemania y Australia. Sin embargo, Norman grabó un proyecto para una TV movie alemana llamada Tatort a finales de 1985 lo que hizo que volviese a concentrarse en su carrera como solista. Su gran éxito de forma individual llegó el siguiente año con Midnight Lady, escrita por Dieter Bohlen, un hit en toda Europa y que estuvo seis semanas como número uno en Alemania, en donde vendió más de 900.000 copias.
Muchos más éxitos sucedieron a Midnight Lady, tales como Some Hearts Are Diamonds, Broken Heroes, Fearless Hearts, Sarah y Baby I Miss You.
En 1994, Chris Norman fue galardonado con el International Video Star of the Year por la CMT Europe. Además, volvió de gira después de seis años de inactividad. Durante los diez siguientes años, Chris y su banda continuaron de gira por todo el mundo y lanzó numerosos álbumes como solista.
Chris Norman continúa lanzando álbumes y se encuentra de gira por toda Europa.

## Vida personal
Chris Norman conoció a su mujer Linda en Elgin, Escocia, en 1967 con quien contrajo matrimonio el 16 de marzo de 1970. Tienen cinco hijos: Brian, Paul, Michael, Steven y Susan Jane. La familia reside en la Isla de Man.

## Discografía
- 2007: Close Up
- 2006: Coming Home
- 2006: Million Miles
- 2005: One Acoustic Evening - DVD (Live At The Private Music Club/Live In Vienna)
- 2005: One Acoustic Evening - CD (Live At The Private Music Club/Live In Vienna)
- 2004: Break Away
- 2004: The Very Best Of Chris Norman, Part II
- 2004: The Very Best Of Chris Norman, Part I
- 2003: Handmade
- 2001: Breathe Me In
- 2000: Love Songs
- 1999: Full Circle
- 1997: Christmas Together
- 1997: Into The Night
- 1995: Reflections
- 1995: Every Little Thing
- 1994: Screaming Love Album
- 1994: The Album
- 1993: Jealous Heart
- 1992: The Growing Years
- 1991: The Interchange
- 1989: Break The Ice
- 1987: Different Shades
- 1986: Some Hearts Are Diamonds
- 1982: Rock Away Your Teardrops